# Второй бой при Говерноло
Второй бой при Говерноло (ит. Seconda battaglia di Governolo) — боевое столкновение, которое произошло 18 июля 1848 года во время Первой войны за объединение Италии между войсками Сардинского королевства под командованием генерала Эусебио Бавы и войсками Австрийской империи под командованием Франца Лихтенштейна.
После падения Виченцы и провала похода на Верону в течение месяца пьемонтская армия абсолютно бездействовала, растянутая на линии не менее семидесяти километров, от Риволи до Говерноло, у слияния Минчио с По. Эта линия была слишком сильна, если понимать ее как линию простого наблюдения, и абсолютно слаба как позиция сопротивления. Не были проведены даже те работы по полевой обороне, по устройству опорных пунктов, которые были бы срочными и отчасти компенсировали бы недостаток резервов. Вместо этого строились планы, выдвигались проекты, обсуждались пути выхода из бездействия.
Наконец, 13 июля король Карл Альберт решил возобновить наступление, направив наибольшие усилия против Мантуи, которую приказал блокировать. Операции по наступлению на Мантую только начались, когда стало известно, что австрийский генерал Лихтенштейн с бригадой в пять тысяч человек отправился в Феррару, чтобы снабдить и укрепить австрийский гарнизон этой цитадели. Достигнув цели, утром 15-го его бригада стала возвращаться. 
Австрийский рейд на Феррару, который, как опасались пьемонтцы, затем мог обернутся против Модены, поэтому генерал Бава, командовавший войсками, приступавшими к блокаде Мантуи, с бригадой пехоты, кавалерийским полком, ротой берсальеров и двумя артиллерийскими батареями двинулся к По, чтобы отрезать обратный путь бригаде Лихтенштейна и положил конец частым набегам противника.
17-го колонна Бавы достигла Боргофорте-суль-По, к югу от Мантуи, и намеревалась пересечь реку, чтобы двигаться для защиты Модены. Но здесь он узнал, что Лихтенштейн уже вернулся на левый берег реки и стал за Остильей и Говерноло. Бава решил действовать против противника в Говерноло, которое в руках австрийцев представляло серьезную угрозу крайнему крылу сардинской армии.
18 июля он стал продвигаться вдоль левого берега По, а берсальеры тайно спускаться по реке внутри крытых брезентом барж. Атака велась тремя колоннами с двойным охватом. Австрийцы находились за Минчио и поддерживались четырьмя пушками.
Между двумя берегами начался оживленный стрелковый и артиллерийский бой. Но внезапно берсальеры, дошедшие до слияния По с Минчио на баржах и затем пошедшие вверх по реке, внезапно поднялись вверх по левому берегу и опустили разводной мост, по которому тотчас же была переправлена кавалерия и артиллерия. Австрийцы, сомкнувшись в каре, стали отступать к Ногаре, но были окружены и сложили оружие. Всего они потеряли 400 пленных, 2 пушки и флаг. 
Несмотря на одержанную пьемонтцами победу, достигнутый успех ослабил и без того неблагополучную военную дислокацию последних, удлинив ее на добрых 20 км. 